# Кривец, Александр Елисеевич
Александр Елисеевич Кривец (12 сентября 1919 — 27 января 1992) — деятель советского партизанского движения во время Великой Отечественной войны, Герой Советского Союза.

## Биография
Родился 12 сентября 1919 года в селе Пески (ныне в Бобровицком районе Черниговской области). В 1927 году поступил в местную неполную среднюю школу. После её окончания в 1934 году поступил на годичные подготовительные курсы при Белоцерковском сельскохозяйственном институте сахарной промышленности Минпищепрома СССР, в котором в 1935—1940 годах проходил обучение на агрономическом факультете (диплом № 309596). В 1936 году стал членом ВЛКСМ и профсоюза. После окончания института в 1940 году по призыву ЦК ВЛКСМ добровольно, как комсомолец с высшим образованием, поступил на учёбу в Московское Военное Краснозвёздное авиационное техническое училище, на отделение эксплуатации аэронавигационного оборудования боевых самолётов, которое окончил с отличием в 1941 году, получив специальность авиационного техника и присвоение звания сержанта.
Как отличник учёбы, имел право выбора будущего места службы. Был направлен в 254-й авиационный полк 36-й авиационной дивизии, на должность техника эскадрильи по эксплуатации аэронавигационного оборудования боевых самолётов. В августе 1941 года командир полка Петров П. М. объявил о присвоении Кривцу А. Е. воинского звания техника-лейтенанта. В 1944 году было присвоено звание капитана (военный билет ГИ № 116300). Дивизия стояла в Киеве, вскоре 254-й авиационный полк передислоцировался на полевой аэродром возле села Вильшанка Васильковского района Киевской области, впоследствии часто передислоцировался (Васильков, Бровары, Семиполки, Борисполь), а с приближением фронта перебазировался в район города Яготин, Киевской области, где в составе всего Юго-Западного фронта попал в большое киевское окружение. Полковой штаб с архивом попал в окружение и был уничтожен.
Попытки выйти из окружения не увенчались успехом, и в ноябре 1941 года Кривец А. Е. пробился в село Пески, где в декабре 1941 года была создана антифашистская подпольная организация для подготовки открытой вооружённой партизанской борьбы на территории Новобасанского района (теперь Бобровицкого), в количестве 35 человек, руководителем которой стал Головко И. А., а заместителем руководителя Кривец А. Е. К марту 1942 года была окончена работа по сбору оружия, боеприпасов, связных, явочных квартир. В ноябре 1942 года отряд получил название имени Щорса. На общих сборах командиром отряда был избран Кривец А. Е., комиссаром и начальником штаба Головко И. и Сидоренко И. По данным немецких архивных документов, партизанская группа начала активные боевые действия в начале июля 1942 года. С целью уничтожения отряда вермахтом был организован ряд больших облав с использованием сухопутных сил и авиации. Из донесений войск СД, СС, жандармерии и гарнизонных комендатур командующему войсками оперативного тыла группы армий «Юг»: «Все более очевидным становится, что банды в р-не севернее Киева имеют военную организацию. В настоящее время 213-я дивизия проводит силами усиленного батальона операцию в р-не Новая Басань, за которой с 27 июля последует совместная акция в р-не на северо-восток от Кобижчи силами 213-й дивизии охраны тыла и 8-й венгерской армии охраны тыла».
В марте 1942 года Кривец А. Е. был арестован. Через два дня полиция конвоировала его в гестапо, но по дороге соратники отбили его. 15 июля 1942 года поступило донесение Командующему войсками оперативного тыла группы армий «Юг»: «Партизаны в Песках, в 10 км северо-западней Новой Басани Черниговской обл. Шесть вооружённых партизан ворвались к старосте в Песках….один член полиции ранен, другой убит. Партизаны скрылись. Жандармерии Бобровицы удалось установить их фамилии. Были арестованы члены их семей. Расследование продолжается». По указанию районного бургомистра Дьяченко И. Л., возглавляющего Новобасанскую и Песковскую полицию, родственников партизан арестовали за связь и помощь партизанскому отряду и казнили. В их числе был отец и шестнадцатилетний брат Кривца А. Е. (по данным Бобровицкого районного архива отец и брат А. Кривца были вывезены на работы в Германию, а не казнены). Попытки партизан схватить бургомистра не увенчались успехом, в том же году он бесследно исчез.
Отряд быстро разрастался. В конце 1942 года отряд насчитывал уже 117 человек (по архивным данным, отряд по состоянию на 1 января 1943 года насчитывал около 35—40 человек). Из немецких донесений: «Июнь 1943 г. Северная часть р-на действия местной комендатуры Переяслава подвергается усиленным нападениям со стороны 2-х партизанских отрядов, которые, предположительно, связаны с моторизованной бандой Кохана, находящейся частично за пределами оперативного тылового района под Новой Басанью и севернее её». «Сил и средств, для того, чтобы уничтожить эту банду совместно с войсками оперативного тылового района, группы армии „Центр“, нет». «Моторизированный отряд Кохана, который частично действует вне оперативного района группы армий „Юг“ к северу от населённого пункта Новая Басань, наносит массированные удары по гарнизонным комендатурам транспортными средствами, которые они стремительными рейдам отбивают у наших тыловых частей»  (дело 232, с. 28). По утверждению уполномоченного ЦК КП(б)У на оккупированной территории, командира соединения партизанских отрядов Киевщины Чепурного И. Ф., партизанский отряд имени Щорса действовал героически на протяжении 1943 года, вплоть до соединения с подразделениями Красной армии в сентябре 1943 года. Данные о боевой и политической работе отряда имени Щорса имеются в отчётах отряда, которые утверждены и хранятся в архивах УШПД и ИМЛа при ЦК КП Украины. Эти документы мало изучены и во многом противоречивы.
Значительная часть личного состава (около 200 бойцов) получили правительственные награды за доблесть и мужество, проявленные в борьбе с немецко-фашистскими захватчиками.
Указом Президиума Верховного Совета СССР «О присвоении звания Героя Советского Союза украинским партизанам» от 4 января 1944 года за «образцовое выполнение боевых заданий командования в борьбе против немецко-фашистских захватчиков в тылу противника, и проявленные при этом отвагу и геройство и за особые заслуги в развитии партизанского движения на Украине» удостоен звания Героя Советского Союза с вручением ордена Ленина и медали «Золотая Звезда».
21 августа 1943 года вышло постановление СНК СССР и ЦК ВКП(б): «Про некоторые меры относительно восстановления народного хозяйства в районах, освобождённых от немецкой оккупации». Поэтому, в начале 1944 года, по призыву ЦК КП Украины, как специалист в области сахарной промышленности с высшим образованием был направлен на восстановление Смелянского сахарокомбината в должности директора. Затем работал директором Городище-Пустоваровского и Тальновского сахарных комбинатов.
В 1945 году был делегатом 1-го Всемирного Конгресса молодёжи в Лондоне. На церемонии торжественного открытия конгресса в Альберт Холле был знаменоносцем от Украинской ССР.
Член ВКП(б) с 1945 года. Избирался депутатом Верховного Совета УССР. На протяжении многих лет избирался кандидатом и членом Киевского обкома партии, депутатом Киевского областного совета народных депутатов.
С 1950 года — заместитель начальника Главного Управления сахарной промышленности УССР. После реформирования Укрглавсахара, с 1953 по 1980 год, бессменно работал в Киевском свеклосахаротресте в должности заместителя управляющего — главным агрономом треста, управляющим трестом и генеральным директором Киевского объединения «Сахпрома» (после реорганизации треста в объединение).
В 1973 году издал мемуарную повесть «Багряными дорогами» (Политиздат Украины; на укр. яз.).
Защитил кандидатскую диссертацию, в 1974 году ВАК при Совете Министров СССР присудил учёную степень кандидата экономических наук (диплом ЭК № 000588). Опубликовал десять научных трудов.
С 1982 года работал старшим научным сотрудником Всесоюзного научно-исследовательского института сахарной свёклы.

### Лишение звания Героя Советского Союза
В 1978 году московский литератор Сахнин Аркадий Яковлевич, представившись спецкором «Правды», пригласил Кривца А. Е. на встречу, которая состоялась в июле в киевской гостинице «Театральная». На встрече Сахнин А. Я. передал настоятельную просьбу товарищей из аппарата ЦК КПСС о необходимости реабилитации Дьяченко И. Л. (см. выше), а именно объявить его одним из членов партизанского подполья, так как у него остались влиятельные родственники, и его связь с оккупационными войсками мешает им в продвижении по карьерной лестнице. По другой версии — дети И. Л. Дьяченко были возмущены тем, как грубо и бесцеремонно А. Е. Кривец оболгал их отца — члена Киевского областного подполья И. Л. Дьяченко, и, написав письма в ЦК КПСС, просили разобраться в этой ситуации. В 1979 и 1980 годах в «Литературной газете» были опубликованы статьи, раскрывающие лживые показания Кривца о деятельности партизанского отряда. Вскоре в Комиссии партийного контроля при ЦК КПСС раздался звонок «генерального», после чего А. Е. Кривец был вызван на заседание КПК. Комиссия ЦК КПСС расследовала документы, собирала сведения о Кривце участников партизанского движения, очевидцев. Последовало исключение из партии, а через несколько дней был подписан Указ Президиума Верховного Совета СССР (от 28 февраля 1980 года) о лишении звания Героя Советского Союза и ордена Богдана Хмельницкого 1-й степени.
Более десяти лет продолжалась борьба за честь живых и мёртвых партизан отряда имени Щорса. В результате группа бывших партизан обратилась в народный суд Сокольничевского района Москвы, по месту проживания ответчиков, с иском к Сахнину А. Я. и редакции «Литературной газеты», который суд принял, определил его справедливость и обязал «Литературную газету» опубликовать опровержение. 15 сентября 1991 года «Литературная газета» в разделе «Мораль и право» сообщила читателям, что помещённые факты в статьях за 1979 и 1980 годы не соответствуют действительности. Автор статей и редакция газеты принесли извинения.
Указом Президента СССР от 16 июля 1991 года был отменён указ Президиума ВС СССР от 28 февраля 1980 года о лишении звания Героя Советского Союза. 29 августа руководитель секретариата ВС Украины, председатель Комиссии Президиума ВС Украины по государственным наградам Хоменко Н. Г. передал Кривцу А. Е. орден Ленина, орден Богдана Хмельницкого 1-й степени, медаль «Золотая Звезда», Грамоту Героя Советского Союза, книжку Героя Советского Союза и орденскую книжку.
Умер 27 января 1992 года. Похоронен с воинскими почестями на Байковом кладбище.

## Память
В экспозиции Мемориального комплекса «Национальный музей истории Великой Отечественной войны 1941—1945 годов» в Киеве выставлен стенд, посвящённый Герою Советского Союза Александру Елисеевичу Кривцу.

## Награды
- Золотая Звезда Героя Советского Союза (1944).
- Орден Ленина (1944).
- Орден Богдана Хмельницкого (СССР) 1 степени (1945).
- трижды Орден Знак Почёта (1958, 1966, 1973).
- Почётная грамота Президиума Верховного Совета УССР (1969).
- Орден Октябрьской Революции (1971).
- Медаль «Партизану Отечественной войны» 1 степени (1944).
- Медаль «За победу над Германией» (1945).
- Медаль «За доблестный труд в Великой Отечественной войне» (1946).
- Медаль «За оборону Киева» (1964).
- Медаль «20 лет Победы в Великой Отечественной войне» (1965).
- Медаль «50 лет Вооружённых Сил СССР» (1968).
- Медаль «В ознаменование 100-летия со дня рождения Владимира Ильича Ленина» (1970).
- Медаль «25 лет Победы в Великой Отечественной войне» (1970).
- Медаль «30 лет Победы в Великой Отечественной войне 1941—1945 гг.» (1975).
- дважды Серебряная медаль ВДНХ СССР (1967, 1970).
- Золотая медаль ВДНХ СССР (1974).
- дважды знак «Отличник Социалистического соревнования МПП СССР» (1973, 1975).
- Знак «Ударник 9-й пятилетки» (1975).